# Emmanuel Quiring
Emmanuel Quiring (en russe : Эммануил Ионович Квиринг, Emmanouïl Ionovitch Kviring ; en ukrainien : Емануїл Йонович Квірінг), né le 1er septembre 1888 (le 13 septembre 1888 du calendrier grégorien) à Novolipovka, dans le gouvernement de Saratov, et mort le 25 ou le 27 novembre 1937 à Moscou, est un homme d’État et militant du Parti communiste d'Ukraine et du Parti communiste de l'Union soviétique.

## Origines familiales et formation
Emmanuel Quiring naît dans une famille d’origine allemande. Il se rapproche du mouvement social démocrate dès 1906, alors qu’il est employé dans une pharmacie de Saratov.
Il suit des cours de polytechnique à Saint-Pétersbourg en 1912, année au cours de laquelle il adhère au Parti ouvrier social-démocrate de Russie. En 1913-1914, il est secrétaire du groupe bolchevik à la Douma. Il est arrêté à plusieurs reprises avant la Révolution. 

## Révolution et guerre civile
Président du comité du Parti bolchevik à Ekaterinoslav en 1917, il prend le 26 octobre la direction du comité militaire révolutionnaire de la ville et en décembre la présidence du Soviet.
Durant la guerre civile, il joue un rôle important dans la mise en place de la République socialiste soviétique d’Ukraine, créée en mars 1918 mais dont l’autorité sur l’Ukraine ne sera effective qu’à partir de 1919-1920, et dans l’organisation du Parti communiste d'Ukraine, fondé en juillet 1918. En 1918-1919, il est président du conseil suprême de l'économie nationale de la RSS d’Ukraine, c’est-à-dire de facto ministre de l’économie de la jeune république. En 1919, il dirige le département politique de la 12e armée de l’Armée rouge et en 1920-1921, il fait partie de la délégation de signature du traité de paix avec la Pologne, scellant la fin de la guerre soviéto-polonaise. 
Parallèlement, il est secrétaire du comité central du Parti communiste d’Ukraine d’octobre 1918 à mars 1919 puis membre de son bureau politique de mars 1919 à mars 1920.

## L’homme d’État
Après la fin de la guerre civile, Emmanuel Quiring se concentre sur la construction du Parti communiste d’Ukraine, alors que celui-ci cherche à dépasser ses bases initiales (la population russophone des régions industrielles et urbaines de l’est et du sud de l’Ukraine) en mettant en place la politique dite de « l’enracinement » pour conquérir une base paysanne et ukrainienne. Étant lui-même issu d’un milieu non-russe, il est l’homme indiqué pour conduire une telle politique. Après deux années d’un relatif retrait (de 1921 à 1923, il est secrétaire du comité du parti de Donetsk, tout en gardant sa place au Comité central du PC d’Ukraine), il revient au premier plan à partir de 1923. De 1923 à 1925, il redevient premier secrétaire du CC, membre du bureau politique et du bureau de l’organisation du PC d’Ukraine. 
À partir de 1925, Emmanuel Quiring passe au sein des organes soviétiques centraux, que ce soit le Parti ou le gouvernement. Il est membre du Comité central du parti communiste de l’Union soviétique, alors appelé parti communiste russe (bolchevik), de 1923 (12e congrès) à 1934 (16e congrès). Son expérience dans le domaine économique acquise durant la guerre civile est mise à profit : il est adjoint au président du conseil suprême de l'économie nationale d’URSS de 1925 à 1927 et adjoint au président du Gosplan de 1927 à 1930 puis de 1934 à 1937 et joue à ce titre un rôle déterminent dans la mise en place de la planification économique. Il est également adjoint au commissaire du peuple aux voies de communication en 1931 et adjoint au président du comité des fonds de marchandises du conseil du travail et de la défense d'URSS. Il est enfin directeur de l’institut d’économie de l’Académie communiste de 1934 à 1937, après avoir obtenu un doctorat en sciences économiques.

## Les purges staliniennes et la réhabilitation
Emmanuel Quiring est victime des purges staliniennes en 1937. Il est arrêté le 16 octobre. Il est condamné à mort par le collège militaire du tribunal suprême d’URSS et fusillé le 25 novembre 1937 par le bourreau Vassili Blokhine. 
C’est ce même collège qui le réhabilite le 14 mars 1956. La commission de contrôle du PCUS annule son exclusion à titre posthume le 27 mars 1956. Un timbre à son effigie est édité pour le centenaire de sa naissance en 1988.